# Соколац
Соколац (босн. Sokolac, серб. Соколац / Sokolac, хорв. Sokolac) — город в Республике Сербской, центр одноимённой общины. Она является частью городских общин города Источно-Сараево. 
В 1991 году сербы составляли в городе подавляющее большинство — 5182 или 93,16 % населения.
Численность населения города по переписи 2013 года составила 5919 человек, общины — 12 607 человек.
Город располагается на плато Гласинац у подножия горы Романия. Город располагается на высоте 870 метров над уровнем моря и является транспортным узлом, через который проходят дороги, связывающие Источно-Сараево с Белградом, Ужице и побережьем Адриатики.
В Соколаце находится церковь Святого пророка Ильи, построенная в конце XIX века. Также город является центром Дабро-Боснийской митрополии, хотя формально её центром является Сараево. В Соколаце активно развивается культура, общество «Просвјета» регулярно организовывает культурные мероприятия, а местная библиотека располагает фондом их 15 000 книг. 
До распада Югославии и последовавших за ним боевых действий город располагал развитой деревообрабатывающей индустрией. Постепенно развивалось также текстильное производство. Война и санкции тяжелым образом сказались на экономике города, приведя ряд предприятий на грань разорения.
В Соколаце располагаются два футбольных клуба — молодёжный «Гласинац 2011» и «Соколац». В рамках спортивного общества «Гласинац» действуют другие спортивные клубы — шахматный, волейбольный, карате, атлетики и т. д.